# 드레이크 매버릭
드레이크 매버릭(Drake Maverick)은 본명은 제임스 커틴(James Curtin, 1983년 1월 30일 ~ )다. 영국의 남자 프로레슬링선수다. TNA 링네임은 록스타 스퍼드(Rockstar Spud)/스퍼드(Spud)라는 링네임으로 잘 알려져 있다. 키는 164cm(5 ft 4 in)에다가 몸무게는 75kg(165 lb)이다. 피니쉬는 주로 슈퍼 휠배로우 불독, 언더독(코너 스프링보드 불독), 파이브 스타 스퍼드 스플래쉬(다이빙 프로그 스플래쉬), 틸트 어 휠 디디티, 오버헤드 킥, 다이빙 문설트 레그 드롭으로 사용을 한다. 주로 키는 작아서 날렵할때가 있다. 현재는 WWE 링네임은 드레이크 매버릭(Drake Maverick)로 사용을 한다.

## Professional wrestling highlights
- Finishing moves
  - Diving moonsault leg drop - 2020-present
  - Five Star Spud Splash (Diving frog splash)
  - Overhead kick - 2020-present
  - Underdog (Corner springboard cutter)
  - Super wheelbarrow bulldog - 2020-present
  - Tilt-a-whirl DDT
- Signature moves
  - Hurricanrana
  - Multiple kick variations
    - Diving drop
    - High
    - Running leg lariat
    - Spinning heel
    - Super

  - Over the top rope somersault plancha
  - Rockstar Stunner (Stunner)
  - Shining wizard
  - Spudsault (Diving corkscrew 450° splash)

- Wrestler manager
  - Aaron Rex
  - Akam
  - Ethan Carter III
  - Rezar

- Nicknames
  - "The Baby Jesus"
  - "The Rockstar"
  - "The Ultimate Underdog"

- Entrance themes
  - "The Kids Aren't Alright" by Offspring (Independent circuit)
  - "Livin 'on a Prayer" by Bon Jovi (FWA/ASW/OVW/Progress)
  - "SPUD Theme" by Dale Oliver (TNA; January 22, 2013-November 28, 2013; with the intro "I Am Iconic"; March 22, 2016-April 19, 2016; used paired with Matt Hardy)
  - "Chief of Staff" by Dale Oliver (TNA; January 24, 2014-October 8, 2014; February 10, 2017-March 19, 2017)
  - "Calling London Town" by Dale Oliver (TNA; 22 October 2014-23 April 2016; 27 October 2016-5 January 2017; 15 June 2017 - 29 June 2017)
  - "Zero" by Smashing Pumpkins (TNA; April 29, 2016 - October 20, 2016)
  - "Hallelujah Chorus" (Rock Reprise) by Dale Oliver (TNA; January 12, 2017-February 23, 2017; paired with Aaron Rex)
  - "I'm the Man" by CFO$ (WWE; January 30, 2018 - July 8, 2020)
  - "Hail the Crown" by CFO$ feat. From Ashes to New (WWE; 2018-2020; used as General Manager of 205 Live)
  - "Flight of the Maverick" by CFO$ (WWE; July 24, 2020-October 7, 2020)
  - "Unlikely Friends" by CFO$ (NXT; October 7, 2020-present; paired with Killian Dain)

## 수상
- AWW 월드 헤비웨이트 챔피언 (1회)
- BRAWL 월드 크루저웨이트 챔피언 (1회)
- FCW 월드 태그팀웨이트 챔피언 (1회) - 카를로스
- 인피니티 트로피 (1회)
- IPW:UK 월드 크루저웨이트 챔피언 (1회)
- IPW:UK 월드 태그팀웨이트 챔피언 (1회) - 드래곤 피닉스
- 익스트림 메소드 토너먼트 (2005)
- KSW 월드 커머뉄쓰웨이트 챔피언 (1회)
- OVW 월드 텔레비젼웨이트 챔피언 (1회)
- 1PW 월드 태그팀웨이트 챔피언 (1회) - 드래곤 피닉스
- 1PW 월드 오픈웨이트 챔피언 (1회)
- 랭크드 넘버 100 오브 더 탑 500 싱글즈 레슬링 인 더 PWI 500 인 2016
- RBW 월드 브리티쉬 웰터웨이트 챔피언 (1회)
- RPW 월드 브리티쉬 크루저웨이트 챔피언 (1회)
- 월드 언디스퓨티드 브리티쉬 태그팀웨이트 챔피언 (1회) - 드래곤 피닉스
- RCW 월드 헤비웨이트 챔피언 (1회)
- SAS 월드 유나이티드 킹덤웨이트 챔피언 (2회)
- SAS 월드 유나이티드 킹덤웨이트 타이틀 토너먼트
- SWE 월드 헤비웨이트 챔피언 (1회)
- TAP 월드 주니어 헤비웨이트 챔피언 (1회)
- TNA 월드 X 디비전웨이트 챔피언 (2회)
- 브리티쉬 붓 캠프 위너 (2013)
- 피스트 오어 파이어드 (2015 - X 디비전웨이트 챔피언 컨텐트)
- TNA 월드 컵 (2015) - 제프 하디, 거너, 게일 킴, 데이비 리처즈, 언트 크레이지 스티브
- 글로벌 임팩트 토너먼트 (2015) - 팀 인터네셔널(드류 갤러웨이, 더 그레이트 무타, 티그레 우노, 브램, 매그너스, 선제이 더트, 코야 언드 안젤리나 러브)
- WAR 월드 헤비웨이트 챔피언 (1회)
- WWE 월드 24/7웨이트 챔피언 (8회)
- 범피 라이프타임 어치브먼트 어워드 (2020)
- XWA 월드 플라이웨이트 챔피언 (1회)
- 월드 브리티쉬 헤비웨이트 챔피언 (1회)
- XICW 월드 미뒈스트 헤비웨이트 챔피언 (1회)
- Go4 월드 챔피언 (1회)
- 럼벌 메니아 위너 (1회)